# Felicia Tang
Felicia Tang (Singapur, 22 de octubre de 1977-Monrovia, California; 11 de septiembre de 2009) fue una actriz pornográfica y modelo erótica estadounidense de origen singapurense.

## Vida y carrera
Natural del Singapur, se mudó a Perth (Australia), donde asistió a una escuela católica privada para niñas durante dos años. Cuando tenía 13 años, se mudó con su familia a Los Ángeles (California). Comenzó a modelar para catálogos de moda y calendarios de bikini con 19 años, mientras realizaba cursos de marketing y administración de empresas en la universidad.
Debutó en la industria pornográfica como actriz en 2004, a los 27 años. La mayoría de sus apariciones las hizo en producciones softcore con el estudio Peach, incluyendo títulos como Bad Girls Of Peach 2, Fantasies In Lace, Girls of Peach 7, Heaven and Hell, Hotel Decadence, Jenna's Dream Dates, Peach Ultra Vixens: Asians o Sugar Daddy Wanted. Apareció en Playboy TV en varias ocasiones, así como en otros programas de cable para adultos. Sus apariciones en películas convencionales incuyeron papeles no acreditados en Rush Hour 2, Cradle 2 the Grave y A todo gas.
Tang comenzó su propio sitio web en 2002. Su web presentaba diverso material erótico, como imágenes de desnudos, cámaras web e imágenes fijas de sus películas. Tang escribió en su blog y charló con miembros del sitio, cultivando una atmósfera amistosa con sus lectores. Un modelo que trabajó con Tang la describió como "una mujer brillante, alegre, amable y hermosa". En 2003, apareció en un video erótico junto a la personalidad televisiva nacida en Singapur, Tila Tequila. El video mostraba a las dos modelos desnudas acariciándose en una piscina. Tang cerró el sitio web en octubre de 2008 y anunció que se retiraba del modelaje para seguir una carrera en el sector inmobiliario. Todo el contenido de su sitio web se desconectó en 2008.
Tang fue una de las competidoras del torneo de televisión de pago de strip poker organizado por Carmen Electra.

## Muerte
En abril de 2009, conoció a Brian Lee Randone en Las Vegas (Nevada). Cuando comenzaron a salir era un pastor protestante y concursante de reality shows como The Sexiest Bachelor In America en el año 2000. Habían estado viviendo juntos durante cuatro meses cuando Tang fue encontrada muerta el 11 de septiembre en su casa. Randone fue acusado de asesinato y tortura y detenido con una fianza de dos millones de dólares.
Tras su muerte, la familia de Tang emitió un comunicado que decía: "Felicia amaba la vida y la vivía al máximo. Sin embargo, era más que una figura pública. Felicia era sobre todo un ser humano, una hija, una hermana, una amiga de muchos que continúan amándola y honrándola, tanto en la vida como en su fallecimiento".
El juicio de Randone comenzó el 16 de noviembre de 2011. El médico forense declaró que Tang fue encontrada con 320 heridas por traumatismo contundente (sin incluir hematomas) y con altas dosis de GHB en su sistema, junto con restos de cocaína. Un testigo testificó que Tang había consumido GHB con regularidad durante años y que también era asidua al consumo de cocaína y metanfetamina. La fiscalía argumentó que Tang fue asfixiada por la fuerza, mientras que la defensa argumentó que falleció como consecuencia de una sobredosis de GHB y que las heridas fueron causadas por caídas y convulsiones relacionadas con dicho consumo. El 9 de diciembre de 2011, Randone fue declarado inocente de ambos cargos.
El juicio atrajo una atención significativa de los medios, con el caso apodado "el predicador y la estrella del porno", y tuvo una mayor cobertura de los medios en los años siguientes. El veredicto sorprendió a la fiscalía; la presencia de actividad eléctrica sin pulso en el cuerpo de Tang fue un detalle presentado en el juicio y citado en entrevistas con los miembros del jurado como razón para la absolución.